# Sing When You’re Winning
Sing When You’re Winning (с англ. — «Пой, когда побеждаешь») — третий студийный альбом британского поп-певца Робби Уильямса, выпущенный в 2000 году. В Великобритании диск был сертифицирован платиновым 8 раз.

## Об альбоме
Название взято из одноимённой известной футбольной кричалки (в то время Уильямс был фанатом футбольного клуба «Порт Вейл»). Обложка альбома включает несколько изображений Уильямса в образе ликующего футбольного игрока на стадионе «Стэмфорд Бридж». Обложка первоначального издания на компакт-диске не содержит названия, имени певца и списка композиций; она была изменена на последующих релизах. В конце альбома присутствует шутка: после 24 минут тишины Уильямс произносит: «Нет, на этом альбоме я не сделаю [это]» — отсылка к тому, что на всех предыдущих его альбомах были скрытые композиции.
Спустя несколько месяцев после релиза альбом был переиздан и содержал трек Eternity, который вышел пятым синглом с альбома с б-сайдом The Road to Mandalay.
На американском рынке альбом оказался лишь на 100 строчке чарта Billboard. По всему миру распродано 7 миллионов копий альбома.
Наиболее известные композиции альбома — «Rock DJ» «Supreme», и «The Road to Mandalay».

## Список композиций
1. «Let Love Be Your Energy»
2. «Better Man»
3. «Rock DJ»
4. «Supreme»
5. «Kids»
6. «If It’s Hurting You»
7. «Singing for the Lonely»
8. «Love Calling Earth»
9. «Knutsford City Limits»
10. «Forever Texas»
11. «By All Means Necessary»
12. «The Road to Mandalay»
* (содержит скрытое послание)

| №   | Название                                               | Длительность |
| --- | ------------------------------------------------------ | ------------ |
| 14. | «Often» (live in Manchester)                           | 3:57         |
| 15. | «Better Man» (live in Manchester) (видео)              | 4:43         |
| 16. | «Phoenix from the Flames» (live in Manchester) (видео) | 4:18         |

| №   | Название    | Длительность |
| --- | ----------- | ------------ |
| 14. | «Suprême»   | 4:22         |
| 15. | «Ser Mejor» | 4:02         |

## Сертификаты
| Регион | Сертификация  | Продажи    |
| --- | ------------- | ---------- |
| Аргентина (CAPIF) | 2× Платиновый | 120 000^   |
| Австралия (ARIA) | 3× Платиновый | 210 000^   |
| Австрия (IFPI Austria)                                                                                                   | Золотой       | 25 000*    |
| Бельгия (BEA) | Платиновый    | 50 000*    |
| Канада (Music Canada) | Золотой       | 50 000^    |
| Дания (IFPI Danmark) | Платиновый    | 50 000^    |
| Финляндия (Musiikkituottajat)                                                                                            | Золотой       | 21,905     |
| Франция (SNEP) | Золотой       | 100 000*   |
| Германия (BVMI) | 3× Золотой    | 450 000^   |
| Мексика (AMPROFON) | Золотой       | 75 000^    |
| Нидерланды (NVPI) | Платиновый    | 80 000^    |
| Новая Зеландия (RMNZ) | 7× Платиновый | 105 000^   |
| Норвегия (IFPI Norway)                                                                                                   | Золотой       | 25 000*    |
| Швеция (GLF) | Платиновый    | 80 000^    |
| Великобритания (BPI) | 8× Платиновый | 2,203,321  |
| Итого |               |            |
| Европа (IFPI) | 4× Платиновый | 4 000 000* |
| * Данные о продажах приведены только на основе сертификации. ^ Данные о тиражах приведены только на основе сертификации. |               |            |